# Эдилли
Эдилли (азерб. Edilli) — село в  Ходжавендском районе Азербайджана, является центром Эдиллинского сельского административно-территориального округа.

## География
Село Эдилли является центром Эдиллинского сельского административно-территориального округа Ходжавендского района, при этом в состав этого сельского административно-территориального округа входят также и сёла Агбулаг и Дюдюкчю. Село Эдилли расположено на склонах Карабахского хребта.

## История
Селение относилось к Карабахской провинции и вместе с «татарской» (азербайджанской) деревней Караджаллы, армянской деревней Дюдюхчи и кочевьем Таракеман принадлежала в собственность «бывшему ханскому, а теперь находящемуся въ Диван-Хане первому мирзе Джамалу с братьями его». Позже оно относилось к Шемахинской губернии, существовавшей с 1846 по 1859 год.
В 1880-х годах Эдиллу, Агбулаг, Булутан, Гахилу, Дудукчи, Кюгуллу и Хирманджуг были частью одного сельского общества Джебраильского уезда Елизаветпольской губернии Российской империи. После переноса административного центра уезда в село Карягино, уезд был переименован в Карягинский. В начале XX века населёнными пунктами Эдиллинского общества Карягинского уезда были Дудукчи, Эдиллу, Ахулу (Гахилу), Хирманжух, Кюгюлу, Агбулах и Булутан.
В советский период село являлось центром Эдиллинского сельсовета Гадрутского района Нагорно-Карабахской автономной области (НКАО) Азербайджанской ССР.
2 сентября 1991 года на совместной сессии Нагорно-Карабахского областного и Шаумяновского районного Советов народных депутатов была принята Декларация о провозглашении Нагорно-Карабахской Республики в границах Нагорно-Карабахской автономной области (НКАО) и сопредельного Шаумяновского района Азербайджанской ССР.
26 ноября 1991 года Верховный Совет Азербайджанский Республики принял Закон "Об упразднении Нагорно-Карабахской автономной области Азербайджанской Республики". В этом Законе было постановлено помимо упразднения Нагорно-Карабахской Автономной Области (НКАО), в том числе также и упразднение Гадрутского района, переименование Мартунинского района в Ходжаведский, а также передача территории упразднённого Гадрутского района в состав Ходжавендского района. В настоящее время, село Эдилли является центром Эдиллинского сельского административно-территориального округа Ходжавендского района Азербайджана.
Вскоре после начала военной фазы Карабахского конфликта, 2 октября 1992 года, армянские вооружённые силы установили контроль на Эдилли. В период с 1992 по 2020 год село контролировалось непризнанной Нагорно-Карабахской Республикой (НКР). Согласно её административно-территориальному делению село входило в Гадрутский район НКР и называлось Ухтадзор (арм. Ուխտաձոր).
28 лет спустя, 15 октября 2020 года, во время 44-дневной войны, Азербайджанские Вооружённые Силы восстановили контроль над селом, и Президент Азербайджана Ильхам Алиев объявил об освобождении села Эдилли.
В 2022 году, по сообщению Государственной комиссии Азербайджана по делам военнопленных, заложников и без вести пропавших граждан, на территории села было обнаружено массовое захоронение жертв Первой карабахской войны из числа азербайджанских военнослужащих и мирных жителей, чьи тела были доставлены сюда армянскими военными и захоронены при участии азербайджанских заложников; при этом на некоторых телах имелись следы пыток.

## Население
В статистических материалах второй половины XIX — первой половины XX веков жители Эдилли фиксировались то как армяне, то как «татары» (то есть азербайджанцы). Некоторые источники показывают смешанный состав населения (армяне и азербайджанцы).

### XIX век
В Описании Карабагской провинции, составленном в 1823 году, по распоряжению главноуправлявшаго в Грузии Ермолова действительным статским советником Могилевским и полковником Ермоловым 2-м упоминалась армянская деревня «Едили» (так в источнике). Согласно «Кавказскому календарю» на 1856 год «Едиллы» (так по источнику) населяли последователи Армянской апостольской церкви.
Из материалов посемейных списков на 1886 год следует, что здесь насчитывалось 500 жителей (273 мужчины и 227 женщин; 59 дымов), большая часть из которых (246 мужчин и 204 женщины; 53 дыма) были армянами и меньшая часть (27 мужчин и 23 женщины; 6 дымов) «татарами» (то есть азербайджанцами). Согласно тем же материалам 450 жителей были последователями Армянской апостольской церкви, а 50 жителей — мусульманами-суннитами.

### XX век
По сведениям полиции за 1908 год в Эдилли насчитывалось 844 человека (430 мужчин и 414 женщин; 108 дымов), среди которых также большинство были армяне, а меньшинство «татары» (азербайджанцы). Армян было 808 человек (400 мужчин и 408 женщин; 101 дым), а азербайджанцев 36 человек (30 мужчин и 6 женщин; 7 дымов).
В «Кавказском календаре» на 1910 год читаем, что в селении «Эдиллу» (так по источнику) Карягинского уезда за 1908 год было 515 жителей, преимущественно «татары» (азербайджанцы). Очередной «Кавказский календарь» на 1912 год показал в «Эдиллу» (тот же уезд) уже 500 человек, в основном армян.
По состоянию на 1 января 1933 года в селе проживало 828 человек (164 хозяйства), все  — армяне.

### Комментарии
1. ↑  В русскоязычных источниках периода Российской империи азербайджанцев называли в основном «татарами», «закавказскими татарами» или «адербайджанскими татарами».